# KQML
Knowledge Query and Manipulation Language o anche (KQML) è un linguaggio e protocollo di comunicazione, proposto nel 1993, che ha le proprie basi sullo SGML; è usato per scambiare informazioni e conoscenza.
Tim Finin ha svolto il lavoro relativo a KQML presso la University of Maryland Baltimore County, Lab for Advanced Information Technology; il quale è parte dell'ARPA Knowledge Sharing Effort.
Il formato di messaggi e protocollo KQML può essere usato per interazioni tra sistemi intelligenti, oppure da un programma applicativo, o da altri sistemi intelligenti. KQML è stato usato prevalentemente  per gestire la comunicazione tra sistema multiagente.